# 22405 Gavioliremo
22405 Gavioliremo (1995 OB) là một tiểu hành tinh vành đai chính.